# 四氯化鏷
四氯化鏷是無機化合物，是一種鏷鹵化物，由鏷和氯組成，具有放射性，化學式為PaCl4，是黃綠色晶體，為四方晶系結構的晶體。它可由五氯化镤的还原反应或二氧化镤氯化得到：
{\displaystyle {\ce {2 PaCl5 + H2 -> 2 PaCl4 + 2 HCl}}}
{\displaystyle {\ce {3 PaCl5 + Al -> 3 PaCl4 + AlCl3}}}
{\displaystyle {\ce {PaO2 + 2 CCl4 -> PaCl4 + 2 COCl2}}}